# Suspenzní polymerizace

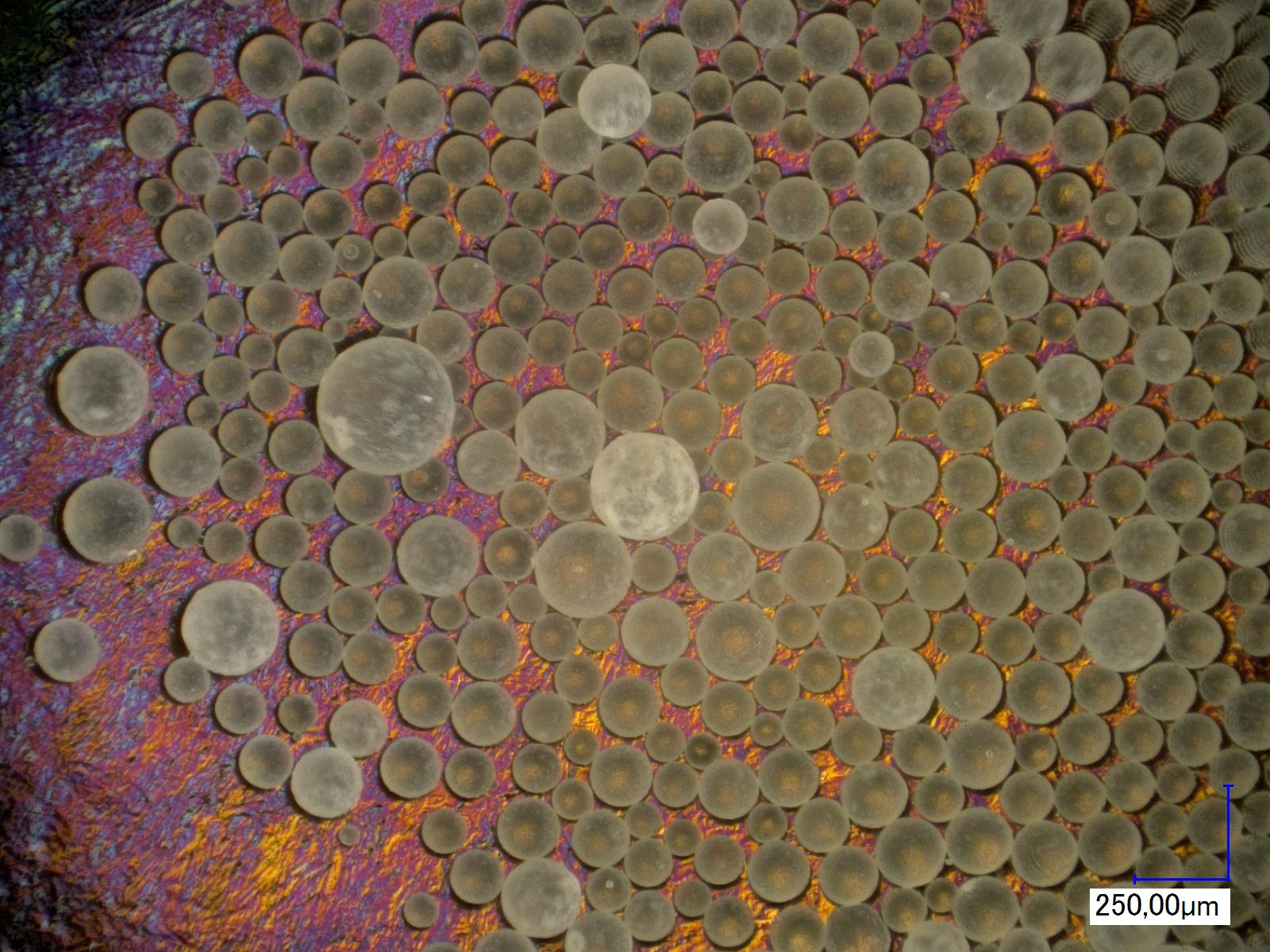
Mikroskopický snímek kopolymeru PMMA vyrobeného suspenzní polymerizací

Obrázek částic PMMA pořízený pomocí rastrovacího elektronového mikroskopu

Suspenzní polymerizace je druh radikálové polymerizace, při které vzniká polymer z monomeru ve fázi, která nerozpouští monomer ani polymer. Využívá se například k výrobě polyvinylchloridu, polystyrenu a polymethylmethakrylátu.

## Rozdělení
Suspenzní polymerizace se dělí na dva druhy podle tvaru částic vznikajícího polymeru. Při kapkové polymerizaci je polymer rozpustný v monomeru a vytváří se hladké průhledné kapky. Při práškové polymerizaci se polymer nerozpouští v monomeru a částice polymeru jsou nepravidelné. Vzhled polymeru je možné změnit přidáním kapaliny nerozpustné v kapalné fázi reakční směsi, čímž se změní rozpustnost polymeru v monomeru, čímž lze také ovlivňovat poréznost produktu.
Velikost částic polymeru může být od 100 nm do 5 mm, záleží na rychlosti míchání reakční směsi, objemovém zlomku monomeru, koncentraci a vlastnostech použitého stabilizátoru a viskozitě reaktantů, což lze popsat touto rovnicí:
{\displaystyle {\bar {d}}=k{D_{v}\cdot R\cdot \nu _{m}\cdot \epsilon  \over D_{s}\cdot N\cdot \nu _{l}\cdot C_{s}}}
kde d je průměrná velikost částic, k v sobě zahrnuje vlivy tvaru nádoby, Dv je průměr reakční nádoby, N je rychlost míchání, νm je viskozita monomeru, νl je viskozita kapalné fáze, ε označuje napětí mezi fázemi a Cs je koncentrace stabilizátoru. Požadované velikosti částic se obvykle dosahuje změnou rychlosti míchání.